# Alphonse Alexandre Niquevert
Alphonse Alexandre Niquevert, né le 22 septembre 1776 à Paris où il est mort le 2 décembre 1860, est un peintre français.

## Biographie
Alphonse Alexandre Niquevert est le fils d'Edmé Niquevert et de Catherine Antoinette Fortin.
Jeune homme, il résida à  Saint-Germain-en-Laye comme le rappelle sa nécrologie publiée le 8 décembre 1860 par le périodique « L'Industriel de Saint-Germain ».
Élève de Jean-Baptiste Regnault et de David, il expose au Salon de 1806 à 1824.
Peintre d'histoire, de scène religieuse et de paysage, il obtient une médaille de deuxième classe en 1819.
En 1824, il épouse Louise Hyacinthe Pouilly.
Il meurt à son domicile de la rue de Bagneux, à l'âge de 84 ans. Il est inhumé au cimetière du Montparnasse.

## Œuvres exposées aux Salons parisiens
(sauf indication en métropole)
- Paysage représentant le soir, au Salon de 1806
- Vue du dôme du Val-de-Grâce, au Salon de 1810
- Les filles de Nachor viennent puiser de l’eau à la fontaine, au Salon de 1810
- Paysage. Virgile composant ses Églogues, au Salon de 1812
- Un paysage, au Salon de 1812
- Henri IV, au siège de Paris, au Salon de 1817 (et Lille en 1822)
- Jésus devant Pilate, au Salon de 1819
- Jésus-Christ mis en Croix, au Salon de 1822
- Apothéose d'Huygens, au Salon de 1824
- Paysage représentant la mort de la reine Brunehaut, au Salon de 1824

## Œuvres conservées dans les collections publiques
- Andrésy[5] (Yvelines), La Fuite en Égypte, 1808[6].
- Janville (Eure-et-Loir), La Lapidation de saint Étienne[7]